# Чёрное знамя (организация)

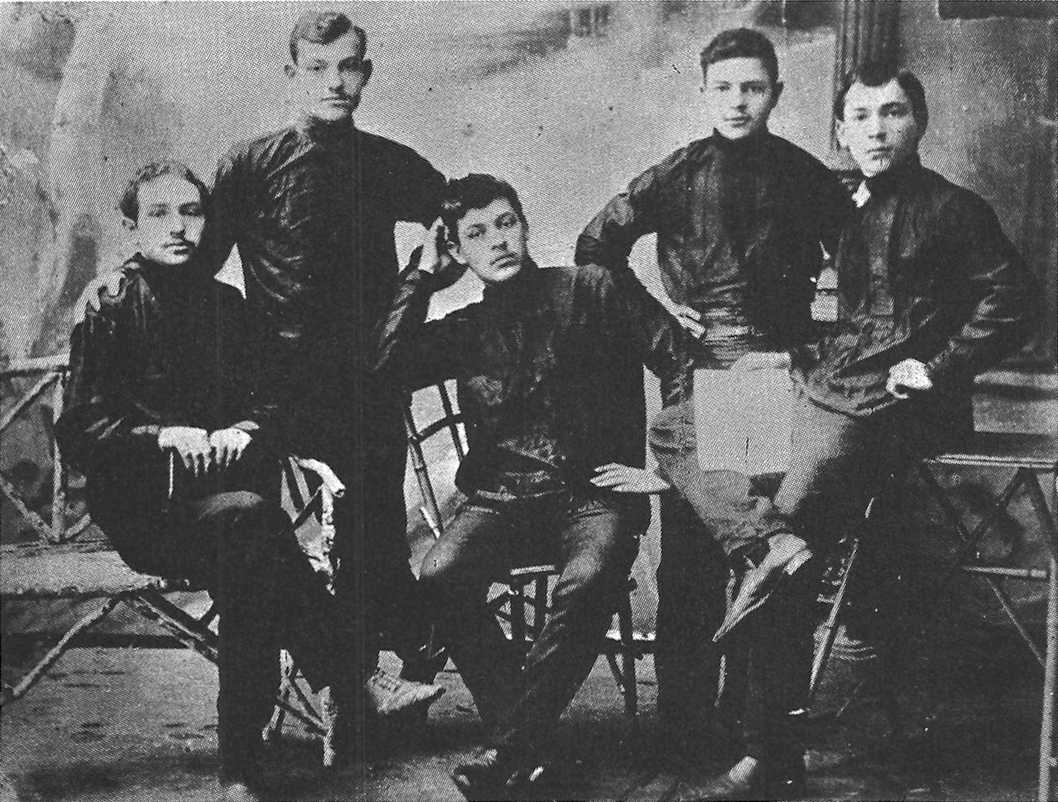
Чернознаменцы на встрече в Минске в 1906 г.

Чёрное знамя — анархо-коммунистическая организация в Российской империи, также известная как чернознаменцы. Она возникла в 1903 году как федерация групп и была названа в честь чёрного флага, который начал использоваться в качестве символа анархизма в России, по мнению Anarchist FAQ (Великобритания), где-то со времени её основания. Главным организатором и идеологом организации был Иуда Соломонович Гроссман (Рощин). Единственный номер газеты «Чёрное знамя» был издан в Женеве в декабре 1905 года.

## Состав
Самое крупное сообщество анархистов-террористов в Российской Империи, «Чёрное знамя» привлекло больше всего сторонников в пограничных губерниях запада и юга (в городах Варшава, Вильно, Екатеринослав, Одесса), в том числе почти всех анархистов в Белостоке. В основном, в их рядах числились студенты, ремесленники и фабричные рабочие, но также были и крестьяне, безработные, бродяги и ницшеанцы. Большинство участников составляли евреи, остальные, в основном, были поляками, украинцами и великороссами. Большей частью в организации состояла молодежь 19-20 лет, а некоторым активистам чернознаменцев вообще было всего 15.

## Тактика и идеология
Чернознаменцы выступали за следующую программу: «Постоянные партизанские выступления пролетарских масс, организация безработных для экспроприации жизненных припасов, массовый антибуржуазный террор и частные экспроприации».

«Мы признаем отдельные экспроприации только как способ получения денег для наших революционных действий. Если мы получаем деньги, мы не убиваем тех лиц, у которых экспроприируем. Но это не значит, что он, владелец денег, откупился от нас. Нет! Мы будем искать его в самых разных ресторанах, кафе, театрах, на балах, концертах и так далее. Смерть буржую! И кем бы он ни был, ему никогда не скрыться от бомб и пуль анархистов»— Заявление участника «Чёрного знамени» на суде в Одессе.
Отмеченные в истории, по словам историка Пола Эврича, «отчаянным фанатизмом и непрерывными актами насилия», чернознаменцы были первой анархистской группой, сознательно взявшей на вооружение политику террора против существующего порядка. В их глазах каждый насильственный акт, каким бы жестоким и бессмысленным он ни казался обществу, имел смысл, как средство мести и расплаты с мучителями. Наряду с не менее фанатичной группой «Безначалие», «Чёрное знамя» была наиболее заметной анархо-коммунистической организацией в России.
В конце 1905 года чернознаменцы раскололись на две группировки: безмотивных террористов во главе с В. Лапидусом (Стригой) и анархистов-коммунистов. Безмотивные террористы основной целью своей деятельности считали организацию «безмотивного антибуржуазного террора» путём индивидуальных покушений на представителей буржуазии не за какие-либо их действия (донос, провокаторство и т. д.), а просто за принадлежность к классу «паразитов-эксплуататоров». Сторонники же анархистов-коммунистов высказывались за сочетание антибуржуазной борьбы с серией восстаний для провозглашения в городах и сёлах «временных революционных коммун».